# 泰纳利
泰纳利（Tenali），是印度安得拉邦Guntur县的一个城镇。总人口149839（2001年）。

## 人口
该地2001年总人口149839人，其中男性74868人，女性74971人；0—6岁人口14937人，其中男7515人，女7422人；识字率66.70%，其中男性为72.07%，女性为61.35%。